# Чемпионат мира по спортивной гимнастике 1938
11-й чемпионат мира по спортивной гимнастике  проходил в Праге (Чехословакия) с 30 июня по 1 июля 1938 года.

## Индивидуальное многоборье
| Медаль | Страна       | Гимнаст     |
| ------ | ------------ | ----------- |
|        | Чехословакия | Ян Гайдос   |
|        | Чехословакия | Ян Сладек   |
|        | Швейцария    | Евгений Мак |

## Командное многоборье
| Медаль | Страна       |
| ------ | ------------ |
|        | Чехословакия |
|        | Швейцария    |
|        | Югославия    |

## Дисциплина

### Вольные упражнения
| Медаль | Страна       | Гимнаст     |
| ------ | ------------ | ----------- |
|        | Чехословакия | Ян Гайдос   |
|        | Чехословакия | Худес Алоис |
|        | Швейцария    | Евгений Мак |

### Конь
| Медаль | Страна       | Гимнаст            |
| ------ | ------------ | ------------------ |
|        | Швейцария    | Майкл Ройч         |
|        | Чехословакия | Вратислав Петрачек |
|        | Швейцария    | Лео Шурманн        |

### Кольца
| Медаль | Страна       | Гимнаст           |
| ------ | ------------ | ----------------- |
|        | Чехословакия | Худес Алоис       |
|        | Швейцария    | Майкл Ройч        |
|        | Чехословакия | Вратислав Петраек |

### Брусья
| Медаль | Страна       | Гимнаст        |
| ------ | ------------ | -------------- |
|        | Швейцария    | Майкл Ройч     |
|        | Чехословакия | Худес Алоис    |
|        | Югославия    | Йосип Приможич |

### Перекладина
| Медаль | Страна       | Гимнаст     |
| ------ | ------------ | ----------- |
|        | Швейцария    | Майкл Ройч  |
|        | Чехословакия | Худес Алоис |
|        | Швейцария    | Вальтер Бек |

### Опорный прыжок
| Медаль | Страна    | Гимнаст      |
| ------ | --------- | ------------ |
|        | Швейцария | Евгений Мак  |
|        | Швейцария | Вальтер Бек  |
|        | Швейцария | Ганс Нагелин |

## Индивидуальное многоборье
| Медаль | Страна       | Гимнаст              |
| ------ | ------------ | -------------------- |
|        | Чехословакия | Власта Деканова      |
|        | Чехословакия | Зденка Верзимирскова |
|        | Чехословакия | Maтильда Палфиева    |

## Командное многоборье
| Медаль | Страна       |
| ------ | ------------ |
|        | Чехословакия |
|        | Югославия    |
|        | Польша       |

## Дисциплина

### Опорный прыжок
| Медаль | Страна       | Гимнаст         |
| ------ | ------------ | --------------- |
|        | Чехословакия | Власта Деканова |

### Бревно
| Медаль | Страна       | Гимнаст         |
| ------ | ------------ | --------------- |
|        | Чехословакия | Власта Деканова |

### Вольные упражнения
| Медаль | Страна       | Гимнаст           |
| ------ | ------------ | ----------------- |
|        | Чехословакия | Матильда Палфиева |

### Брусья
| Медаль | Страна       | Гимнаст           |
| ------ | ------------ | ----------------- |
|        | Чехословакия | Матильда Палфиева |
|        | Чехословакия | Власта Деканова   |